# Echinometra insularis
Echinometra insularis is een zee-egel uit de familie Echinometridae.
De wetenschappelijke naam van de soort werd in 1912 gepubliceerd door Hubert Lyman Clark.